# Обермодерн-Зютсендорф
Обермодерн-Зютсендо́рф (фр. Obermodern-Zutzendorf) — коммуна на северо-востоке Франции в регионе Гранд-Эст (бывший Эльзас — Шампань — Арденны — Лотарингия), департамент Нижний Рейн, округ Саверн, кантон Буксвиллер.
Площадь коммуны — 14,46 км², население — 1526 человек (2006) с тенденцией к росту: 1720 человек (2013), плотность населения — 119,0 чел/км².

## Население
Население коммуны в 2011 году составляло 1681 человек, в 2012 году — 1703 человека, а в 2013-м — 1720 человек.
| 1962 | 1968 | 1975 | 1982 | 1990 | 1999 | 2006 | 2008 | 2011 | 2012 | 2013 |
| ---- | ---- | ---- | ---- | ---- | ---- | ---- | ---- | ---- | ---- | ---- |
| 1002 | 1038 | 1464 | 1481 | 1395 | 1436 | 1526 | 1606 | 1681 | 1703 | 1720 |

Динамика населения:

## Экономика
В 2010 году из 1067 человек трудоспособного возраста (от 15 до 64 лет) 813 были экономически активными, 254 — неактивными (показатель активности 76,2 %, в 1999 году — 72,9 %). Из 813 активных трудоспособных жителей работали 765 человек (410 мужчин и 355 женщин), 48 числились безработными (24 мужчины и 24 женщины). Среди 254 трудоспособных неактивных граждан 71 были учениками либо студентами, 120 — пенсионерами, а ещё 63 — были неактивны в силу других причин.

## Достопримечательности (фотогалерея)

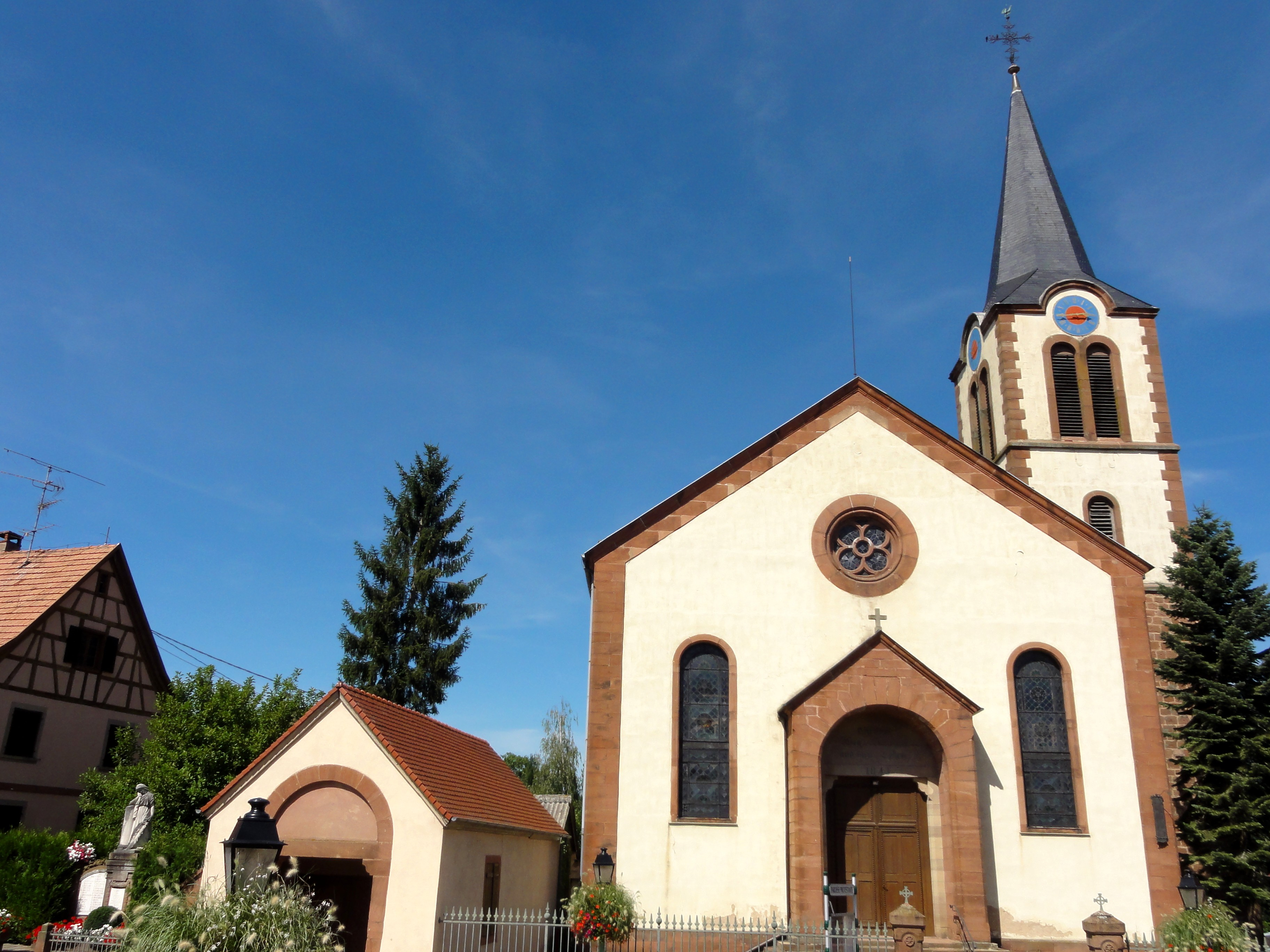
Протестантская церковь